# Asaperda meridiana
Asaperda meridiana är en skalbaggsart som beskrevs av Masaki Matsushita 1931. Asaperda meridiana ingår i släktet Asaperda och familjen långhorningar.
Artens utbredningsområde är Taiwan. Inga underarter finns listade.